# Jennifer Vegi
Jennifer Vegi ist eine wallisianisch-futunische Taekwondoin. Sie startet in der Gewichtsklasse 57 bis 67 Kilogramm (Weltergewicht).
Vegi sicherte sich durch zweimaligen Sieg bei den Südpazifikspielen 2007 in Apia (Samoa) die Goldmedaille im Taekwondo.